# José Korzeniak
José Korzeniak Fuks (Rocha, 13 de febrero de 1933) es un abogado, docente y político uruguayo, perteneciente al Frente Amplio. 

## Biografía
Nació en 1933 en el departamento de Rocha (sureste del Uruguay), donde cursó sus estudios primarios y secundarios. A los dieciocho años se radicó en Montevideo para asistir a la Facultad de Derecho de la Universidad de la República, de la cual se graduó como Doctor en Derecho y Ciencias Sociales.
Inició su carrera docente en 1959. Atravesando diversos grados hasta culminar en su actual puesto de Catedrático Grado 5 de Derecho Público en la Facultad de Derecho; fue Presidente del Claustro de la Universidad de la República durante los períodos 1986-1987 y 1987-1988. El 21 de abril de 1978 fue destituido de su cargo por la dictadura, siendo restituido en el año 1985, continuando en el cargo en la actualidad con carácter honorario a partir del 15 de febrero de 1990.
Con el advenimiento de la Dictadura cívico-militar debió exiliarse en México. Allí también ejerció la docencia, más específicamente entre los años 1979 y 1985 en las Universidades de Monterrey, Autónoma de Nuevo León y  Universidad Autónoma de Coahuila.
Como docente en la Facultad de Derecho de la Universidad de la República se desempeñó como Director del Instituto de Derecho Constitucional (1985-1987); como profesor Grado 5 de Conceptos Fundamentales del Derecho; como profesor Grado 5 de Evolución de las Instituciones Jurídicas, Cátedra a la que renunció al incorporarse al Senado; y finalmente, como profesor Grado 5 de Derecho Constitucional (Derecho Público 1). 
Antes del exilio, fue uno de los primeros abogados en asumir la defensa del Gral. Líber Seregni, en 1974.
Fue miembro activo del Partido Socialista del Uruguay, sector integrante del Frente Amplio. En 1989 resultó elegido por primera vez Senador; resultando reelecto en 1994 y 1999. En 2005 ingresó como suplente de Reinaldo Gargano mientras el mismo se desempeñaba como Ministro de Relaciones Exteriores.
En las elecciones municipales de 2000 se postuló a la Intendencia de Rocha, sin éxito.
En el verano de 2008 propuso un proyecto de reforma constitucional que impulsase la reelección del presidente Tabaré Vázquez. Es autor de numerosos libros y artículos en materia constitucional.
Ha escrito una novela de ficción, "La Casa Amarilla".
Su hijo de igual nombre fue nombrado Embajador uruguayo en México.

## Obras publicadas
- Korzeniak, José (1964). La  Función Electoral, en Estudios sobre Derecho Constitucional. FCU.
- — (1968). Relaciones entre el Poder Legislativo y el Poder Ejecutivo. Temas Jurídicos.
- — (1971). Curso de Derecho Constitucional II vól. 1 y 2. FCU.
- — (1971). Teoría de la Constitución y Relaciones del Derecho Constitucional con la Ciencia Política. FCU.
- — (1975). Clasificación de normas constitucionales. Encic. Jurídica OMEBA.
- — (1978). Derecho Constitucional. ACALI.
- — (1982). La institucionalización del estado de excepción. IDI-SIJAU.
- — (1984). La responsabilidad civil del Estado en el Derecho Comparado y Mexicano. Facultad de Derecho de la Universidad Autónoma de Coahuila.
- — (1985). Sobre los estados de excepción. SIJAU.
- — (1986). Justicia común y Justicia Militar. FCU.
- — (1988). Bases teóricas de la Independencia del Poder Judicial. Sijadep.
- — (1988). Los efectos del Referéndum. Ediciones jurídicas estudiantiles.
- — (1988). Conceptos fundamentales del Derecho. FCU.
- — (1989). Régimen jurídico de la moneda uruguaya. ACALI.
- — (1999). Las Comisiones Parlamentarias de Investigación y sus facultades. FCU.
- — (2001). Primer Curso de Derecho Público (Derecho Constitucional). FCU.
- — (2002). La Constitución comentada y un poco de humor. Planeta.